# ソンフン
ソンフン（朝: 성훈、1983年2月14日 - ）は、韓国の俳優。本名はパン・ソンフン。改名前はパン・インギュ。龍仁大学社会体育学科卒業。株式会社インタラクティブメディアミックス所属。

## 略歴
- 小学生から大学生までの14年間、水泳選手として活動していた[3]。2002年に開催した「MBC全国水泳大会」「大学選手権大会」でバタフライ部門の新記録を出したが、腰のヘルニアの手術以降から記録が落ち、水泳選手を引退[2]。その後2年間うつ病を患ったが、俳優になるという新たな目標を立て、辛かった時期を乗り越えたという[4]。
- 水泳を始める前はハンドボールをしていた時期もあった[5]。
- 2011年、応募したオーディションで1000倍の倍率を勝ち抜き[6]、デビュー作となるドラマ「芙蓉閣の女たち〜新妓生伝」で初主演を果たした。SBS演技大賞ニュースター賞も受賞[2]。
- 2013年、主演を務めたドラマ「熱愛」で一途な愛を貫く富豪の男性を演じ、女性ファンから圧倒的な支持を受けた[7]。全ての撮影が終了した後、スタッフ達を気遣い化粧品をプレゼントした[8]。12月25日にオフィシャルブログを開設[9]。
- 2014年、1月9日に日本公式ファンクラブを開設[10]。
- 2015年、イベントでファンに聞かせたいという意志から、ファーストシングルとなる「My Style」をリリースした[11]。
- 2017年、主演を務めたドラマ「じれったいロマンス」が世界120ヶ国で同時放送され、大ヒットを記録した。この作品をきっかけに世界各地で単独イベントを開催した[12]。

## 人物
- 趣味は水泳、ウェイクボード、乗馬[13]。
- 性格は基本的に人見知りだが、親しくなるとイタズラをしたり、深く付き合う方だと公言している[4]。
- 尊敬している俳優は、キム・ユンソク、リュ・スンリョン、リュ・スンボム、イ・ビョンホン、チェ・ミンシク[8]。
- 愛犬はミックス犬のヤンヒ。2019年6月、保護犬だったヤンの里親となり、保護と必要な治療を受けさせていたが、殺処分の日を迎えてしまう。養子縁組希望者が現れたものの、健康な犬を求めており、ヤンにはしかの後遺症（チック）などがあったため、ソンフンの希望で引き取り養子縁組をする。名前をヤンヒと改めて、まるで時には恋人のように可愛がっている。

## 出演

### テレビドラマ
- 芙蓉閣の女たち〜新妓生伝（2011年、SBS） - ア・ダモ役
- シンイ-信義-[14]（2012年、SBS） - チョン・ウムジャ役
- 太陽のあなた（2012年-2013年、SBS） - ハン・ジフン役
- ボディーガード（2013年、中国CCTV） - クァグク役
- 熱愛（2013年-2014年、SBS） - カン・ムヨル役
- オー・マイ・ビーナス（2015年-2016年、KBS） - チャン・ジュンソン役
- ドキドキ再婚ロマンス 子どもが5人!?（2016年、KBS） - キム・サンミン役
- じれったいロマンス（2017年、OCN） - チャ・ジヌク役
- THE IDOLM@STER.KR（2017年、SBS） - カン・シンヒョク役
- ジャグラス〜氷のボスに恋の魔法を〜（2017年-2018年、KBS） - ギョンジュン役
- 結婚作詞 離婚作曲（2021年、TV朝鮮、Netflix） - パン・サヒョン役
- 私たちは今日から（2022年、SBS） - ラファエル役

### ウェブ配信ドラマ
- 高潔な君（2015年、NaverTV） - イ・ガンフン役
- 心の声-リブート（2018年、Netflix） -チョ・ソク役
- 私は道で芸能人を拾った[15]（2018年、oksusu） - カン・ジュニョク役
- レベルアップ（2019年、MBN） - アン・ダンテ役

### 映画
- 戻ってきて 釜山港愛（2017年） - テソン役
- 愛していますか（2020年） -スンジェ役

### バラエティ番組
- 私の耳にキャンディ
- 隠密に偉大に
- ランニングマン
- シングル男のハッピーライフ

### MV
- M/V:愛してるから (White Brown)
- 二人で一杯しよう (ダビチ)

### 雑誌
- GQ
- COSMOPOLITAN
- INSTYLE
- SINGLES
- SURE（2015年2月号）
- MEN’S HEALTH（2016年2月号）
- 10star（2016年8月号）
- Esquire （2017年8月号）
- ELLE TAIWAN（2017年9月号）
- LIFEandDOGUE（2017年秋号）
- GiRL（愛女生/台湾）（2018年2月号）
- LEON（2018年3月号）
- 10star（2018年4月号）
- COSMOPOLITAN（2019年2月）
- ARENA HOMME＋（2019年7月号）
- COSMOPOLITAN（2019年8月）
- Esquire （2019年9月号）
- DAZED KOREA（2019年9月号）
- ARENA HOMME＋（2019年12月号）
- BAZAAR （2020年2月号）
- W korea（2020年2月号）
- humanaid magazine（2020年3月号）
- 여성조선（女性朝鮮）（2020年4月号）
- Woman Sense（2020年5月号）
- W korea（2020年5月号）
- ARENA HOMME＋（2020年6月号）

### CM / 広告モデル
- インターパーク
- BCカード
- MCM モデル
- TMAK
- ROCKPORT
- TOM FORD BEAUTY
- LASHEVAN
- POLICE
- FORMENT
- 8bDOLCE
- Prospecs Original
- Goobne Chicken
- TISSOT